# Oxyde de zinc
L’oxyde de zinc est un composé chimique d'oxygène et de zinc, corps ionique de formule chimique ZnO.

## Présentation, préparation
Cet oxyde quasiment insoluble dans l'eau se présente généralement sous la forme d'une poudre blanche infusible communément appelée « zinc blanc », « blanc de zinc » ou « fleur de zinc ». Ce corps blanc pulvérulent se nommait autrefois pour ses aspects floconneux et légers en latin pompholix, nihil album (blanc de rien des alchimistes), lana philosophica (laine philosophique). Il était alors considéré comme un corps "infusible et fixe".
Au laboratoire, il peut s'obtenir par calcination de carbonate de zinc ou de nitrate de zinc, induisant un dégagement respectivement de dioxyde de carbone et de dioxyde d'azote, le dernier nettement plus explosif.
ZnCO3 carbonate de zinc (smithsonite) chauffé vers 300 °C → ZnO poudre + CO2 gaz carbonique
Mais le simple chauffage du corps simple métal zinc au rouge, dans un creuset ouvert, donne par réaction exothermique des flocons d'oxyde de zinc, puisque la vapeur de zinc brûle à l'air à une température proche de sa température d'ébullition. Le procédé industriel des années 1880 reposait sur ce principe pour obtenir divers blancs d'oxydes de zinc : en effet, le métal zinc placé dans des cornues de terre était fortement chauffé, et la vapeur de zinc était ensuite envoyée dans un courant d'air. Des caisses successives recueillaient les flocons, le premier dépôt formait le "blanc de zinc pulvérulent ou poudreux", la couche supérieure constituée des plus légers était nommée "blanc de neige".
Zn vapeur métal + 1/2 O2 gaz dioxygène de l'air → ZnO agrégat pulvérulent avec {\displaystyle \Delta H=} - 698 kJ/mol
Ce solide blanc peut être amorphe ou cristallin. L'oxyde de zinc de structure cristalline hexagonale est présent dans la nature sous forme de zincite, minéral comportant souvent du manganèse et ayant une coloration jaune à rouge de ce fait mais la majorité de l'oxyde de zinc utilisé est produit industriellement dans des grandes usines.

## Structure cristallographique

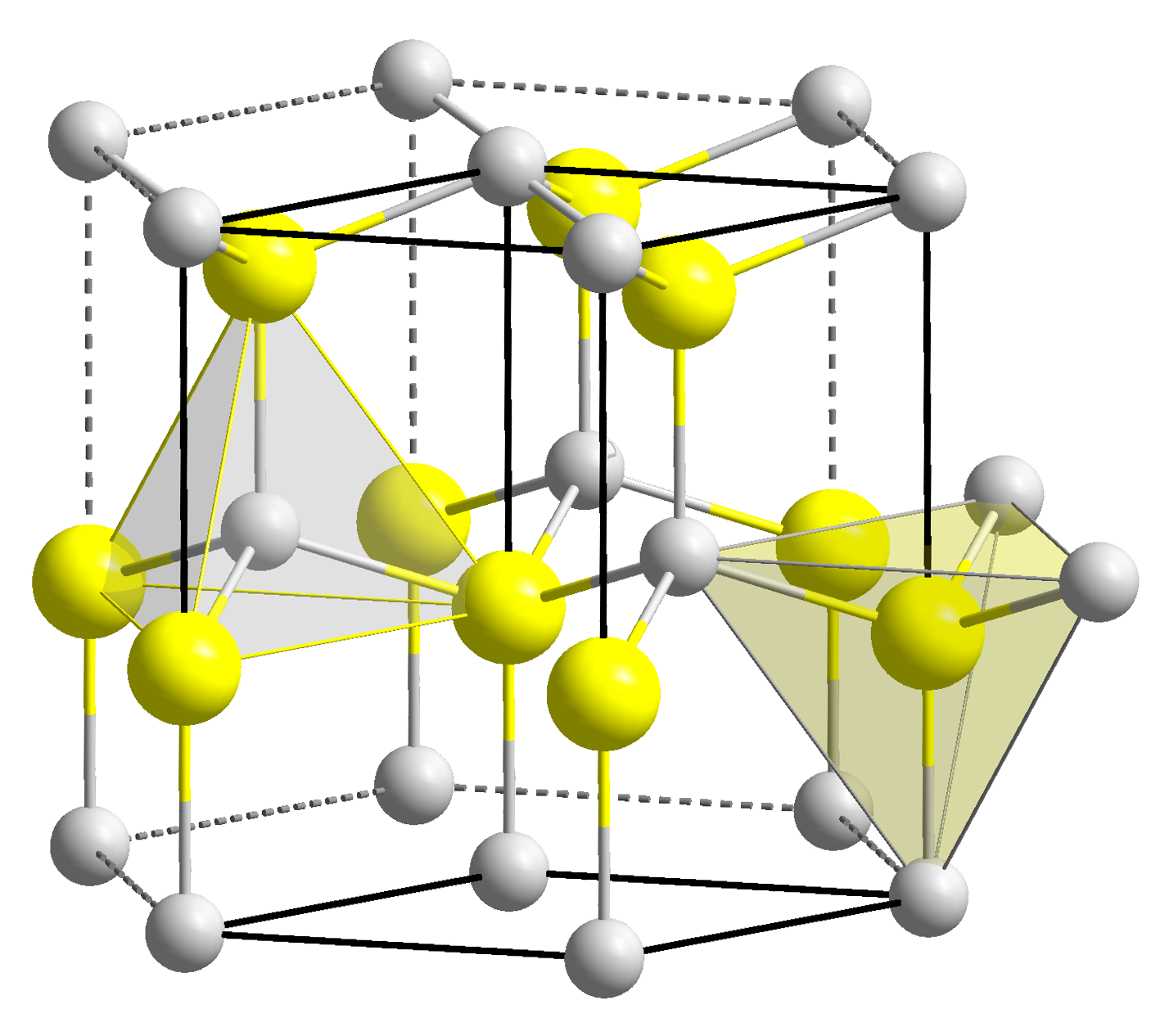
Structure cristalline de ZnO (maille hexagonale triple)

L’oxyde de zinc est un composé pouvant cristalliser sous forme wurtzite, blende de zinc ou rocksalt.
Cette spécificité est liée à la nature mixte des liaisons au sein du cristal.
La différence d'électronégativité entre l'atome d'oxygène et l'atome de zinc place l'oxyde de zinc à la frontière entre semi-conducteur à caractère polaire covalent et semi-conducteur à caractère ionique.
La forme wurtzite est largement privilégiée dans les conditions normales de température et pression.
Elle est formée par l’empilement de plans d’atomes d’oxygène chargés négativement et de plans d’atomes de zinc chargés positivement.
Plus précisément, elle est composée de deux sous-réseaux interpénétrés de type hexagonal compact translatés l’un par rapport à l’autre le long de l’axe c. Le coefficient de translation est noté u et vaut 0.375 dans le cas idéal.
L'oxyde de zinc cristallise dans le groupe d'espace P63mc avec pour paramètres de maille a = b = 3,250 Å et c = 5,207 Å.

## Propriétés physiques
L'oxyde de zinc est blanc à froid, mais il devient jaune à chaud. La coloration est réversible avec la température.
L'oxyde de zinc est un semi-conducteur de largeur de bande interdite 3,3 eV. Il n'absorbe donc pas la lumière visible, ce qui explique sa transparence. Sous la forme de poudre, la lumière est réfléchie à la surface de chaque cristal, et le matériau est donc perçu comme blanc. Néanmoins, des lacunes d'oxygène peuvent se former dans ce matériau, surtout à haute température, ce qui explique que l'oxyde de zinc vire au jaune lorsqu'il est chauffé. Cet effet est appelé thermochromie.
Par ailleurs, l'oxyde de zinc présente un effet piézoélectrique.

### Propriétés piézoélectriques
Le ZnO fait partie des matériaux piézoélectriques les plus appréciés du fait de son couplage électromécanique et piézoélectrique important.
L'origine de piézoélectricité provient de sa structure cristalline hexagonale qui ne possède pas de centre de symétrie.
En effet, la maille élémentaire est constituée d'un empilement de charges positives et de charges négatives, on peut y voir un dipôle électrique élémentaire.
Ce dipôle possède une polarisation spontanée. Si l'on applique une contrainte extérieure, les charges positives et négatives vont se déplacer. Il y a création d'une polarisation piézoélectrique.

### Propriétés optiques
Les défauts de l'oxyde de zinc peuvent être des impuretés, des défauts de cristallinité, des défauts étendus ou encore des molécules adsorbées. Ces défauts vont énormément influer sur les propriétés électroniques de ce composé.
Les propriétés optiques de l'oxyde de zinc peuvent être mesurées par différentes méthodes telles que l'absorption optique, la transmission, la réflexion ou encore la photoluminescence.
Grâce à ces propriétés de nombreuses applications peuvent être envisagées.

## Propriétés chimiques
L'oxyde de zinc est quasi insoluble dans l'eau. Ce corps est un pigment blanc stable, il n'absorbe pas le dioxyde de carbone de l'air et il est très faiblement soluble dans l'eau pure, de l'ordre du millionième en proportion massique ou de 0,42 × 10−3 g pour 100 g d'eau pure. Il se forme des traces de précipité d'hydroxyde de zinc Zn(OH)2, corps hygroscopique qui absorbe de l'eau.
Néanmoins, il s'agit d'un oxyde amphotère qui est soluble dans les solutions acides (sous forme Zn2+) et basiques (sous forme d'anions zincates Zn(OH)42−).
ZnO est amphotère, c'est-à-dire présente des propriétés à la fois acides et basiques. Il est toutefois plus facilement attaqué en milieu acide fort qu'en milieu basique fort.
L'oxyde de zinc est peu attaqué par les bases fortes, comme l'hydroxyde de sodium ou l'hydroxyde de potassium. Il est par contre, en absence d'eau, facilement dissous dans les alcalis secs fondus.
L'oxyde de zinc, à l'instar de l'hydroxyde de zinc sec, libère l'ion zincique Zn2+ après dissolution dans les acides forts concentrés, comme l'acide chlorhydrique, l'acide sulfurique ou l'acide nitrique.
L'oxyde de zinc est facilement réductible.
ZnO poudre blanche + C charbon actif chauffage au rouge blanc vers 950 °C → Zn vapeur stable en atmosphère réductrice ou inerte, puis métal fondu après condensation + CO gaz monoxyde de carbone
L'oxyde de zinc se décompose, en un sens "se réduit tout seul", en zinc gazeux et en gaz dioxygène sous pression ambiante et à une température de 1 975 °C.

## Toxicité
L'oxyde de zinc est un corps toxique bien connu. Ses vapeurs sont très dangereuses. Les traces d'oxyde de zinc dégagé lors de la soudure des métaux, provoquent la fièvre des métaux.

### Utilisation sous forme de nano-particules
L'agence nationale de sécurité du médicament et des produits de santé, saisie par la Direction générale de la santé (DGS) a estimé que la pénétration des nanoparticules d'oxyde de zinc était limitée aux couches superficielles de la peau saine mais qu'il manquait de données sur la peau lésée (par exemple après un coup de soleil). Elle recommande également d'éviter d'utiliser ces particules sur le visage ou dans des locaux fermés.
L'oxyde de zinc est produit à partir de vapeur de zinc grâce à laquelle on obtient des particules de petite taille. Ces particules donnent aux écrans solaires leur couleur blanche.
L'oxyde de zinc utilisé dans les crèmes solaires détruit la zooxanthelle, une micro-algue essentielle à la vie des massifs coralliens.

## Usages
Il est utilisé dans de nombreuses applications, telles que la fabrication de verres, de céramiques, dans la formation d'eugénate, dans la composition d'aliments et de crèmes solaires.
Il s'agit d'abord d'un pigment stable en peinture, employé depuis la fin du XVIIIe siècle en remplacement de la céruse ou oxyde de plomb PbO sur proposition du chimiste et salpêtrier Jean-Baptiste Courtois, reprise par Guyton de Morveau. L'oxyde de plomb est un composé chimique certes beaucoup plus toxique, à l'origine d'intoxications saturnines douloureuses (coliques), sévères, rapidement incurables (saturnisme) et de plus un pigment qui noircit facilement en présence de H2S ou sensible en milieu de décomposition organique dégageant ce gaz, mais il résistait mieux aux intempéries. L'oxyde de zinc ou blanc de zinc est toujours utilisé pour la peinture à l'huile. Il ne noircit pas ou très peu en présence de sulfures car le sulfure de zinc éventuellement formé est un pigment blanc ou gris-blanc.
Ce pigment ZnO sert dans l'industrie verrière et céramique à la préparation des verres blancs opaques et des émaux. Il entre aussi directement dans la composition des ferrites.
Il s'agit d'un produit de l'industrie pharmaceutique et cosmétique, antiseptique connu bien avant le XIXe siècle, où les chimistes pharmaciens s'occupaient de sa préparation. Il était employé en poudre, ou encore incorporé à des onguents ou des pommades pour les affections de la peau. Dans les années 1880, l'oxyde de zinc était employé sur la peau en tant qu'anti-transpirant, car il neutralise les productions acides tout en détruisant le plus grand nombre de bactéries présentes sur la peau.
Il apporte encore une protection contre les brûlures, il peut être utilisé dans les préparations de ciment dentaire. Il sert à fabriquer des savons de zinc, utilisés comme siccatifs ou fongicides. Avec le dioxyde de titane, l'oxyde de zinc reste une charge opacifiante et protectrice des crèmes solaires.
C'est une charge active dans l'industrie du caoutchouc et celle des pneumatiques. L'oxyde de zinc favorise la cinétique de vulcanisation.
L'oxyde de zinc est un composant essentiel à la préparation de formulation ayant comme forme galénique la poudre. Il est à noter que le ZnO peut irriter gravement les mamelons et les parties de la peau ayant le moins de kératine en induisant une apoptose des cellules de ces régions.
Il sert également comme catalyseur dans la décoloration de substances comme le rouge cationique 46 par sonocatalyse.

### Histoire
L’utilisation d’oxyde de zinc dans la médecine traditionnelle indienne remonte à 500 ans avant notre ère.
Il était utilisé sous forme de baumes médicinaux pour le traitement de plaies ouvertes ou d’irritations des yeux.
L’oxyde de zinc serait présent dans le Charaka Samhita qui est un manuscrit fondateur de la médecine traditionnelle Indienne.
Au cours du XIIe siècle,les premières usines de manufacture d’oxyde de zinc sont créées. En commençant par l'Inde, la technologie va alors se déplacer en Chine pour ensuite s’étendre jusqu’en Europe au cours du XVIIe siècle.
On trouve également des applications dans des domaines tels que les toitures, la colle, la peinture ou encore les pigments. Cependant, l'oxyde de zinc ne refait surface que lors de l'avènement des micro et nano-technologies.
Au XIXe siècle, il servait à préparer deux types de peintures, une "peinture au blanc de zinc" employée en intérieur et une "peinture à l'oxyde de zinc" résistante à l'air humide.
Depuis 1912, l'oxyde de zinc est étudié comme semi-conducteur.
En 1960, ses bonnes propriétés piézoélectriques ont conduit à la première application électronique sous forme de couches minces dans les dispositifs à ondes acoustiques.
Dans les années 85, la difficulté de doper ZnO en type p c'est-à-dire en déficit d'électrons, a ralenti les recherches sur ce matériau.
L’intérêt pour l'oxyde de zinc a refait surface dans les années 1990 avec la synthèse de ZnO sous forme nanométrique.
La poudre fine de "blanc de zinc", précédemment décrit, était délayée dans une huile siccative, telle que l'huile de lin. Environ 5 à 10 pour cent de l'huile de lin employée était chauffé préalablement à 200 °C. Du dioxyde de manganèse ou un sel obtenu à partir de l'oxyde de manganèse était ajouté à la dispersion blanche de zinc/huile. Cette peinture blanche dite "au blanc de zinc" permettait la décoration des pierres, du bois et des métaux, à l'intérieur des maisons.
Une autre recette attribuée à Soret propose le mélange d'oxyde de zinc, de chlorure de zinc en solution aqueuse concentrée de l'ordre de 58° Baumé, avec une quantité très limitée de carbonate de sodium. La peinture blanche et couvrante, à séchage rapide (moins de deux heures après application) dite "à l'oxyde de zinc", résiste à l'air humide, car elle contient un oxychlorure de zinc blanc à la fois insoluble et couvrant. Cette peinture à l'oxyde de zinc a été très employé dans le port militaire de Brest, et pour protéger l'extérieur des entrepôts, des bâtiments en bois ou des toitures à la Belle Époque. C'est aussi un "ciment métallique".
L'oxyde de zinc et le nitrate de cobalt servaient à la préparation du pigment vert de Rinman ou vert de cobalt.
ZnO poudre blanche + Co(NO3)2 chauffage au rouge → (ZnO,CoO) oxydes associés + 2 NO gaz + 3/2 O2 gaz

### L'oxyde de zinc pour la thermoélectricité
La thermoélectricité est une technologie qui permet de transformer directement un flux de chaleur en une énergie électrique.
À l'inverse, elle peut, en consommant de l'énergie électrique, transférer de la chaleur entre une source froide et une source chaude. C'est le principe de la réfrigération ou de la pompe à chaleur.
Il existe trois effets thermoélectriques provenant du couplage conductivité électrique-thermique :
- Effet Seebeck ;
- Effet Peltier ;
- Effet Thomson.

Une cellule thermoélectrique est composée d'un semi-conducteur type n (Ex: ZnO) et d'un semi-conducteur type p. Ces semi-conducteurs sont connectés en série électriquement et en parallèle thermiquement.
L'efficacité des dispositifs thermoélectriques augmente en fonction du facteur de mérite ZT.
Avec :
{\displaystyle Z=\left({\frac {\sigma \times S^{2}}{K}}\right)}
σ : Conductivité électrique
S : Coefficient de Seebeck
K : Conductivité thermique
L'oxyde de zinc présente un grand coefficient de Seebeck, une stabilité thermique importante et il est non toxique. Il est donc très utile en thermoélectricité

### L'oxyde de zinc pour le photovoltaïque
Depuis le début des années 1990, une nouvelle technologie appelée cellules solaires à colorant photosensible a vu le jour à la suite des travaux du chimiste Michael Gratzel.
Les cellules solaires à colorant sont des systèmes composés de matériaux semi-conducteurs qui possèdent la faculté de transformer l'énergie solaire en énergie électrique.
Cette transformation est due à l'effet photovoltaïque  qui consiste à capter l'énergie des photons reçus pour libérer les porteurs de charges de la bande de valence jusqu'à la bande de conduction.
Un de ces composants clés est la photo-anode. Celle-ci est constituée d'une couche mince de semi-conducteur à large bande interdite, tel que ZnO.
Le choix du semi-conducteur est primordial pour l'optimisation des cellules solaires. Il doit présenter différents critères :
- Il doit être de type n et à grand gap ;
- Il doit posséder une grande surface spécifique ;
- D'autres paramètres importants sont à prendre en compte tels que l'injection des électrons, la mobilité des porteurs de charges ou encore la durée de vie des électrons dans le semi-conducteur considéré.

Aujourd'hui, le semi-conducteur le plus utilisé dans les cellules photovoltaïques est l'oxyde de titane, TiO2.
Une méthode très prometteuse pour développer ces cellules consiste à remplacer cet oxyde par des nanoparticules de ZnO.
Les voies de synthèse des nanoparticules d'oxyde de zinc sont classées en deux grandes parties :
- Synthèse en phase vapeur ;
- Synthèse en phase solide (Exemple : synthèse hydrothermale).

ZnO est un réel concurrent de TiO2 car sa grande variété morphologique et ses propriétés intrinsèques ne cessent d'augmenter le rendement de photoconversion des cellules photovoltaïques.
De plus, ZnO possède une grande mobilité électronique qui est favorable pour le transport d'électrons.